# Droga wojewódzka 879
Die Droga wojewódzka 879 (DW 879) ist eine einen Kilometer lange Droga wojewódzka (Woiwodschaftsstraße) in der polnischen Woiwodschaft Masowien, die den Bahnhof Osieck mit Osieck verbindet. Die Strecke liegt im Powiat Otwocki.

## Streckenverlauf
Woiwodschaft Masowien, Powiat Otwocki
-  Osieck (DW 739, DW 805, DW 862)